# Calycopis calus
Calycopis calus is een vlinder uit de familie van de Lycaenidae. De wetenschappelijke naam van de soort werd als Polyommatus calus in 1823 gepubliceerd door Godart.

## Synoniemen
- Argentostriatus eitschbergeri Johnson, 1993